# Fiskarring

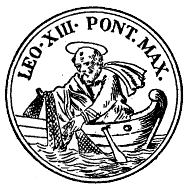
Påve Leo XIII:s fiskarring.

Fiskarringen (latin annulus piscatoris; italienska anello piscatorio) är påvens sigillring och en av hans regalier.
Ringen bär den regerande påvens namn och har en avbildning av Petrus fiskafänge. Det är en erinran om att Petrus, påvestolens förste innehavare, varit fiskare, innan han blev apostel. Ringen såsom attribut till biskopsvärdigheten förekom redan under fornkyrkans sista tid. Ända från 1200-talet förseglades med fiskarringen de från kurian utgående skrivelser som kallas brevia. Vid varje påves död sönderbryts fiskarringen och den nyvalde efterträdaren får en ny ring.